# خانه مسکونی بلخاست
خانه مسکونی بلخاسب مربوط به دوره قاجار است و در مشهد، خیابان نواب صفوی ۱۱، کوچه کاظم ذبیح الهی، پ۱۱ واقع شده و این اثر در تاریخ ۱۱ مرداد ۱۳۸۴ با شمارهٔ ثبت ۱۲۳۸۴ به‌عنوان یکی از آثار ملی ایران به ثبت رسیده است.